# West Bend, Wisconsin
West Bend là một thành phố thuộc quận Washington, tiểu bang Wisconsin, Hoa Kỳ. Năm 2000, dân số của thành phố này là 28152 người.